# Weißenberg
Weißenberg (alt sòrab: Wóspork) és un municipi alemany que pertany a l'estat de Saxònia. Es troba a 11 km al nord de Löbau, i 16 km a l'est de Bautzen. Limita amb Malschwitz i Hohendubrau al nord, Vierkirchen a l'est, Löbau al sud-est, Hochkirch al sud-oest i amb Kubschütz a l'oest.

## Divisió interna
Comprèn els llogarets de:
- Belgern (Běła Hora), 76 h.
- Cortnitz (Chortnica), 42 h.
- Drehsa (Droždźij), 258 h.
- Gröditz (Hrodźišćo), 283 h.
- Grube (Jama), 33 h.
- Kotitz (Kotecy), 202 h.
- Lauske (Łusk), 174 h.
- Maltitz (Malećicy), 274 h.
- Nechern (Njechorń), 155 h.
- Nostitz (Nosaćicy), 207 h.
- Särka (Žarki), 180 h.
- Spittel (Špikały), 52 h.
- Weicha (Wichowy), 114 h.
- Weißenberg, 1038 h.
- Wuischke (Wuježk), 37 h.
- Wurschen (Worcyn), 318 h.

## Personatges il·lustres
- Pawoł Nedo, un dels fundadors de Domowina